# Megan Jastrab
Megan Jastrab, née le 29 janvier 2002 à Apple Valley, est une coureuse cycliste américaine. Elle est notamment championne du monde sur route juniors en 2019,.

## Biographie
En 2023, elle prend la deuxième place de Gand-Wevelgem, en réglant le sprint derrière Marlen Reusser.

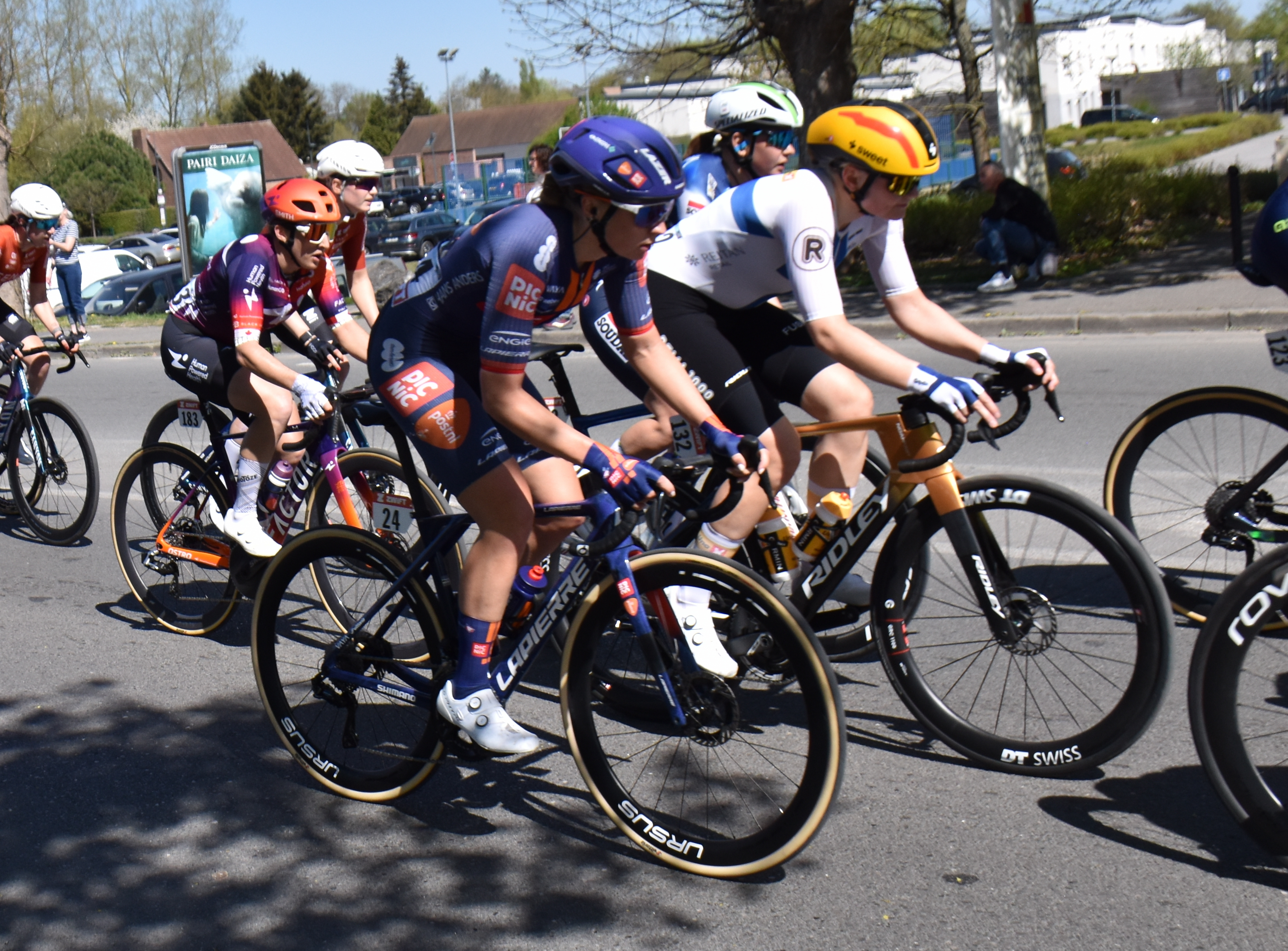
Mégane Jastrab #24 lors de Paris-Roubaix Femmes 2025.

## Palmarès sur route

### Par année
- 2018
  - Dana Point Grand Prix
- 2019
  -  Championne du monde sur route juniors
  -  Championne des États-Unis sur route juniors
  -  Championne des États-Unis du critérium juniors
  - Healthy Ageing Tour juniors
  - Trofeo Da Moreno-Piccolo Trofeo Alfredo Binda juniors
  - Harlem Skyscraper Classic
  - 2e de Gand-Wevelgem juniors
  - 2e du championnat des États-Unis du contre-la-montre juniors
  - 9e du championnat du monde du contre-la-montre juniors
- 2022
  - 2e de la MerXem Classic
- 2023
  - Grand Prix cycliste de Gatineau
  - 2e de Gand-Wevelgem
  - 4e de la Classic Bruges-La Panne
  - 5e du championnat du monde sur route espoirs
- 2025
  - 7e du Tour de Grande-Bretagne

### Résultats sur les grands tours

#### Tour d'Italie
3 participations
- 2022 : 86e
- 2023 : 88e
- 2025 : 52e

#### Tour de France
2 participations
- 2023 : 111e
- 2025 : 54e

#### Tour d'Espagne
1 participation
- 2025 : 60e

### Classements mondiaux
| Année                                 | 2021 | 2022 | 2023 | 2024 |
| ------------------------------------- | ---- | ---- | ---- | ---- |
| Classement UCI                        | 672e | 153e | 41e  | 495e |
| UCI World Tour                        | 152e | 100e | 39e  | 158e |
|                                       |      |      |      |      |
| Légende : nc = non classéSource : UCI |      |      |      |      |

## Palmarès sur piste

### Jeux olympiques
- Tokyo 2020
  -  Médaillée de bronze de la poursuite par équipes
  - 9e de la course à l'américaine

### Championnats du monde
- Francfort-sur-l'Oder 2019 (juniors)
  -  Championne du monde de l'américaine juniors (avec Zoe Ta-Perez)
  -  Championne du monde de l'omnium juniors

### Coupe du monde
- 2019-2020
  - 3e de l'américaine à Milton

### Coupe des nations
- 2022
  - 3e de la poursuite par équipes à Milton

### Championnats panaméricains
- Los Angeles 2024
  -  Médaillée d'or de l'américaine (avec Jennifer Valente)

### Championnats nationaux
- 2018
  - 2e de l'américaine (avec Zoe Ta-Perez)
  - 3e de la course aux points
- 2019
  -  Championne des États-Unis de l'américaine (avec Jennifer Valente)
  -  Championne des États-Unis de poursuite par équipes juniors
  -  Championne des États-Unis de course aux points juniors
  -  Championne des États-Unis d'omnium juniors